# Flughafen Hai Phong

i7
i11
i13
Der Flughafen Cát Bi (vietnamesisch Sân bay Quốc tế Cát Bi, IATA-Code: HPH, ICAO-Code: VVCI) liegt bei Hải Phòng in Nord-Vietnam.